# Gentinnes
Gentinnes [ʒɛntin] (en wallon Djintene) est un village du Brabant wallon en Belgique. Administrativement il est rattaché à la commune de Chastre, en Région wallonne (Belgique). C'était une commune à part entière avant la fusion des communes de 1977.
Gentinnes se situe entre Chastre, Sombreffe et Villers-La-Ville.

## Démographie
- Sources:INS, Rem:1831 jusqu'en 1970=recensements, 1976= nombre d'habitants au 31 décembre

## Patrimoine et culture

### Patrimoine architectural
- Le mémorial Kongolo (collège spiritain et chapelle Ermitage du XVIIe siècle)
- Château de Gentinnes.
- L'église Sainte-Gertrude  (1783) est de style classique et néo-classique
  - Ses Fonts baptismaux datent du XIIe siècle.
- La chapelle Notre-Dame, édicule du XIXe siècle (route de Mellery).
- La ferme du Moulin (1852) lieu-dit Rieu au passage, rue du Moulin.
- Le moulin Dussart (moulin à eau encore en activité), rue du Moulin.
- La ferme de Louvigny, dite du Patriote (XVIIIe siècle), rue de Mellery.
- La ferme de Biérevaux, Grande Bierwart (XVIIIe siècle), rue de Mellery.
- La ferme de Géronvillers (1214) et la chapelle Saint-Donat (XVIIIe siècle).
- La Chapelle Saint-Donat.
- La brasserie de la Touffe ou Ferme de l'Ermitage (rue de l'Ermitage).
- La chapelle Saint-Antoine.